# Opracowanie ekofizjograficzne
Opracowanie ekofizjograficzne – dokumentacja sporządzana na potrzeby planów zagospodarowania przestrzennego lub studiów uwarunkowań i kierunków zagospodarowania przestrzennego gmin, charakteryzujące poszczególne elementy przyrodnicze i ich wzajemne powiązania na obszarze objętym planem lub studium.
Cele:
1. dostosowanie funkcji, struktury i intensywności zagospodarowania przestrzennego do uwarunkowań przyrodniczych
2. zapewnienie trwałości podstawowych procesów przyrodniczych na obszarze objętym planem zagospodarowania przestrzennego
3. zapewnienie warunków odnawialności zasobów środowiska
4. eliminowanie lub ograniczenie zagrożeń i negatywnego oddziaływania na środowisko
5. ustalenie kierunków rekultywacji obszarów zdegradowanych

Zakres ekofizjografii:
- rozpoznanie i charakterystyka stanu oraz funkcjonowania środowiska;
- diagnoza stanu funkcjonowania środowiska;
- określenie przyrodniczych predyspozycji do kształtowania struktury funkcjonalno-przestrzennej, polegające w szczególności na wskazaniu obszarów, które powinny pełnić przede wszystkim funkcje przyrodnicze;
- ocena przydatności środowiska, polegająca na określeniu możliwości rozwoju i ograniczeń dla różnych rodzajów użytkowania i form zagospodarowania obszaru;
- wnioski – określenie uwarunkowań ekofizjograficznych, formułowanych w postaci wniosków z analiz, prognoz i ocen.